# كريستي توماس
كريستي توماس (بالإنجليزية: Christi Thomas)‏ مواليد 14 أغسطس 1982 في ماريتا، هي لاعبة كرة سلة أمريكية. بدأت مسيرتها الاحترافية في سنة 2004. تم اختيارها من قبل فريق لوس أنجلوس سباركس خلال الدرافت.

## المسيرة الاحترافية
لعبت مع لوس أنجلوس سباركس من سنة 2004 إلى 2008، ثم لعبت مع مينيسوتا لينكس في سنة 2009، ثم لعبت مع شيكاغو سكاي في سنة 2010.

## روابط خارجية
- كريستي توماس على موقع الاتحاد الدولي لكرة السلة (الإنجليزية)
- كريستي توماس على موقع الاتحاد الوطني لكرة السلة النسائية (الإنجليزية)
- كريستي توماس على موقع كرة السلة الأوروبية.كوم (الإنجليزية)
- كريستي توماس على موقع كلية كرة السلة في سبورتس رفرنس.كوم (الإنجليزية)
- كريستي توماس على موقع بروبوليرز (الإنجليزية)
- كريستي توماس على موقع سبورتس رفرنس (الإنجليزية)